# روحی فتوح
روحی فتوح (عربی: روحي فتوح؛ زاده: ۱۹۴۹) رهبر معنوی شورای قانونگذاری فلسطین است. طبق قانون فلسطین، او به عنوان جانشین رئیس‌جمهور فلسطین یاسر عرفات در ریاست اداره ملی فلسطین منصوب شده‌است. او ریاست جمهوری را به مدت ۶۰ روز بر عهده داشت تا رئیس‌جمهور بعدی انتخاب شود که پس از انتخابات محمود عباس پیروز شد.

## آغاز زندگی
فتوح در اواخر دهه ۱۹۴۰ در ۲۳ اوت ۱۹۴۹ در روستای بارا متولد شد. پس از آنکه اسرائیل در سال ۱۹۴۸ فلسطین را اشغال کرد، او در سال ۱۹۴۸ برای اولین بار در اردوگاه پناهندگان رفح و سپس به مصر، اردن و سپس به سوریه و سپس به تونس نقل مکان کرد و پس از امضای قرارداد اسلو به میهن بازگشت. او در انتخابات شورای قانونگذاری فلسطین در سال ۱۹۹۶ خود را نامزد کرد و به ریاست رفح انتخاب شد و رئیس فراکسیون مجلس فتح شد.

## موقعیتهای مهم
رئیس‌ تشکیلات خودگردان فلسطین پس از مرگ یاسر عرفات به مدت ۶۰ روز به طول انجامید تا برگزاری انتخابات و برگزیده شدن محمود عباس به مقام ریاست جمهوری.
- رئیس مجلس قانونگذاری از ۲۰۰۴–۲۰۰۶
- دبیر شورای قانون‌گذاری از ۱۹۹۶–۲۰۰۴

## دوران جوانی
فتوح در سال ۱۹۷۹ از دانشگاه دمشق در سوریه فارغ‌التحصیل شد و مدرک لیسانس را به زبان انگلیسی دریافت کرد و در سال ۲۰۰۲ مدرک کارشناسی ارشد علوم سیاسی را دریافت کرد.

## آموزش
روحی فتوح آموزش ابتدایی خود را در مدارس خبرگزاری الغوث پناهندگان فلسطینی در شهر رفح آموخت و دو سال در مدرسه ابتدایی در شهر العریش در مصر آموخت. پس از آن، در جنگ ۱۹۶۷ با خانواده‌اش به اردن رفت و تحصیلات خود را در آنجا ادامه داد و در آنجا دیپلم دبیرستان را در شهر زرقا در اردن گرفت. سپس اقدام به فراگیری ادبیات انگلیسی کرد.

## جنبش فتح
- فتوح از سال ۱۹۶۸ به صفوف جنبش فتح پیوست، او به عضویت نیروهای طوفان باز در اردن درآمد آنجا شروع بکار کرد و برای پیوستن به قرارگاه‌های انقلاب در اردن و سوریه و لبنان آموزش نظامی خود درکالج نظامی در عراق دید.
- او فعالیت سیاسی خود را در جنبش فتح (استان سوریه) در آنزمان به‌عنوان دبیر سازمان و مسئول دفتر برای دانش‌آموزان برگزیده شد.
- در اواسط دهه ۱۹۸۰، او یکی از اعضای اصلی سازمان بسیج و سازمان فتح بود.
- او در سال ۱۹۸۹ به عنوان عضو شورای انقلاب به پنجمین کنفرانس عمومی جنبش فتح انتخاب شد.
- سپس بعد از برگشت به میهن مسئولیت‌های مختلفی بعهده گرفت منجمله سرپرستان سازمان فتح در فلسطین بود و در سال ۲۰۰۵ به‌عنوان رئیس دفتر سازمانهای مردمی برگزیده شد.

## زندگی سیاسی و پارلمانی
- فتوح از سال ۱۹۸۳، عضو شورای ملی فلسطین شد، و سپس عضو شورای مرکزی فلسطین بود و بعد از آن عضو پارلمان مرکزی فلسطین شد.
- در سال ۱۹۹۶، او عضو شورای قانون گذاری فلسطین از گروه رفح انتخاب شد.
- ازسال ۱۹۹۶–۲۰۰۳ میلادی از آغاز کار شورای قانونگذاری به عنوان دبیر شورای قانونگذاری در طول هشت جلسه و رئیس جناح پارلمانی فتح انتخاب شد.
- در سال ۲۰۰۳، وزیر کشاورزی در دولت احمد قریعی برگزار شد.
- در ماه مارس ۲۰۰۴ رئیس‌جمهور از شورای قانونگذاری فلسطین، جایی که او برای موقعیت سخنگوی شورای قانونگذاری فلسطین توسط جنبش فتح نامزد دریافت جایزه بود انتخاب شد، در مقابل ۵۱ رای مثبت ۱۰ رای منفی.
- فتوح پس درگذشت عرفات به مدت ۶۰ روز به‌عنوان رئیس شورای قانونگذاری فلسطین انتخاب شد تا روزی که محمود عباس به‌عنوان جانشین یاسرعرفات انتخاب شد.
- از سال ۲۰۰۶، او نماینده شخصی رئیس‌جمهور در سازمان ملی فلسطین و رئیس کمیته اجرایی سازمان آزادی فلسطین بوده‌است.